# Qatar ExxonMobil Open 2005
Il Qatar ExxonMobil Open 2005 è stato un torneo dell'ATP svoltosi a Doha in Qatar.
Il torneo è durato dal 3 gennaio al 10 gennaio.

## Vincitori

### Singolare maschile
Roger Federer ha battuto in finale  Ivan Ljubičić con il punteggio di 6–3, 6–1.

### Doppio maschile
Albert Costa /  Rafael Nadal hanno battuto in finale  Andrei Pavel /  Michail Južnyj con il punteggio di 6–3, 4–6, 6–3.